# Mumbwa
Mumbwa – miasto w Zambii, w Prowincji Centralnej. Według danych szacunkowych na rok 2010 liczy 24 385 mieszkańców.